# Gísli's saga
Gísli’s saga (ook bekend als Gísla saga Súrssonar (Gísli Surszoons saga) is een van de IJslandse saga’s. De saga is waarschijnlijk ergens tussen 1270 en 1320 door een onbekende auteur geschreven.

## Algemeen
De saga van Gísli speelt zich ergens tussen de jaren 940 en 980 in de Westfjorden en de Breiðafjörður fjord af. Gísli Surssons Saga is een klassieke saga over een vogelvrijverklaarde, vergelijkbaar met Grettirs saga, en handelt over de protagonist Gísli. In tegenstelling tot andere saga’s met een vergelijkbaar thema, wordt Gísli’s familie door de wraakzuchtige handelingen die plaatsvinden uit elkaar gedreven in plaats dat de familiebanden juist sterker worden. Hoewel er in deze saga relatief weinig personen voor komen, maken de doorvlochten familiebanden deze saga wel wat complex.

## Het verhaal
De saga begint met het vertrek van Gísli’s familie van Noorwegen naar IJsland. Gísli settelt zich samen met zijn broer Thorkel in het Haukadalur aan de zuidkust van de Dýrafjörður fjord in de Westfjorden  van IJsland. Later voegt hun zwager Thorgrim hinn Góði (Thorgrim de Priester), die met Gisli's en Thorkels zus Thordis is getrouwd, zich bij hem. In de Eyrbyggja saga is te lezen hoe Thorgrim aan zijn titel komt. De broers Gísli en Thorkel, hun zwager Thorgrim en Gísli’s andere zwager Vestein besluiten om een bloedbroederschap aan te gaan. In de saga wordt deze heidense ceremonie heel aardig beschreven. Op het allerlaatste moment wil Thorgrim zich echter niet aan Vestein binden, hetgeen wrijving veroorzaakt (gekrenkte eer, afwijzingen of verminderd aanzien geven in de sagaliteratuur regelmatig aanleiding tot bloedige vetes die generaties lang aan kunnen houden) en de heren gaan met gemengde gevoelens uit elkaar.
Het volgende moment dat aanleiding tot gekrenkte trots leidt, is wanneer Thorkel zijn vrouw Asgerd tegen Gísli’s vrouw Aud tijdens een roddelpraatje hoort opbiechten dat zij voor haar huwelijk een oogje op Auds broer Vestein heeft gehad. Thorkel is furieus en besluit om de boerderij van Gísli te verlaten. Hij trekt met Asgerd bij zijn buurman en zwager Thorgrim in. Na zijn aankomst spreken Thorkel en Thorgrim enige tijd met elkaar. Wat ze bespreken wordt niet duidelijk, mogelijk beramen zij een aanslag op Vestein. Spoedig na Thorkels vertrek wil Vestein bij Gísli op bezoek komen. Gísli, gewaarschuwd door Aud dat Thorkel hun gesprek heeft afgeluisterd, tracht Vestein te waarschuwen. Helaas mist Vestein de boodschap en meldt zich bij Gísli. Niet lang daarna wordt hij tijdens zijn slaap in Gísli’s huis vermoord door een onbekend persoon. Gísli neemt zich voor om Vestein te wreken. Op een avond pakt hij een speer, dringt het huis van Thorgrim binnen, steekt hem neer en weet ongezien te ontkomen. Hoewel de identiteit van de moordenaar in deze saga onbekend blijft, is volgens de Eyrbyggja saga Thorgrim inderdaad de moordenaar van Vestein.
Thordis, Gísli’s zus en weduwe, vermoedt dat Gísli haar man heeft vermoord en zorgt ervoor dat Gísli vogelvrij wordt verklaard. Dat houdt in dat iedereen zonder angst voor vervolging Gísli mocht ombrengen. Vervolgens trouwt zij met Thorgrims broer, Bork de Dikke. Volgens de Eyrbyggja saga bevalt Thordis vlak na de dood van haar man van een zoon Snorri, Gísli's neef. Deze Snorri (later Snorri hinn Góði genoemd) speelt in vele andere saga's een prominente rol en was in IJsland destijds een zeer invloedrijk man. Bork neemt zich voor zijn broer te wreken, en neemt zijn verwante Eyjolf de Grijze in de arm om Gísli op te jagen. De komende dertien jaar vlucht Gísli continu voor zijn belagers, zich in diverse schuilplaatsen verstoppend. Vaak waren dat grotten en spleten in het gebergte, soms in het kreupelhout waar IJsland toen mee bedekt was, soms ook bij zijn vrouw Aud of bij vrienden. Ondertussen wordt hij ’s nachts geplaagd door dromen, waarin symbolisch goede en slechte vrouwen tot hem spreken en hem trachten te leiden. Terwijl Gísli op de vlucht is, besluiten Vesteins beide zonen om hun vader op hun eigen wijze te wreken. Ze vermoorden Thorkel, maar Gísli ziet ervan af om hen te vervolgen omdat ze Auds verwanten (tantezeggers) zijn.

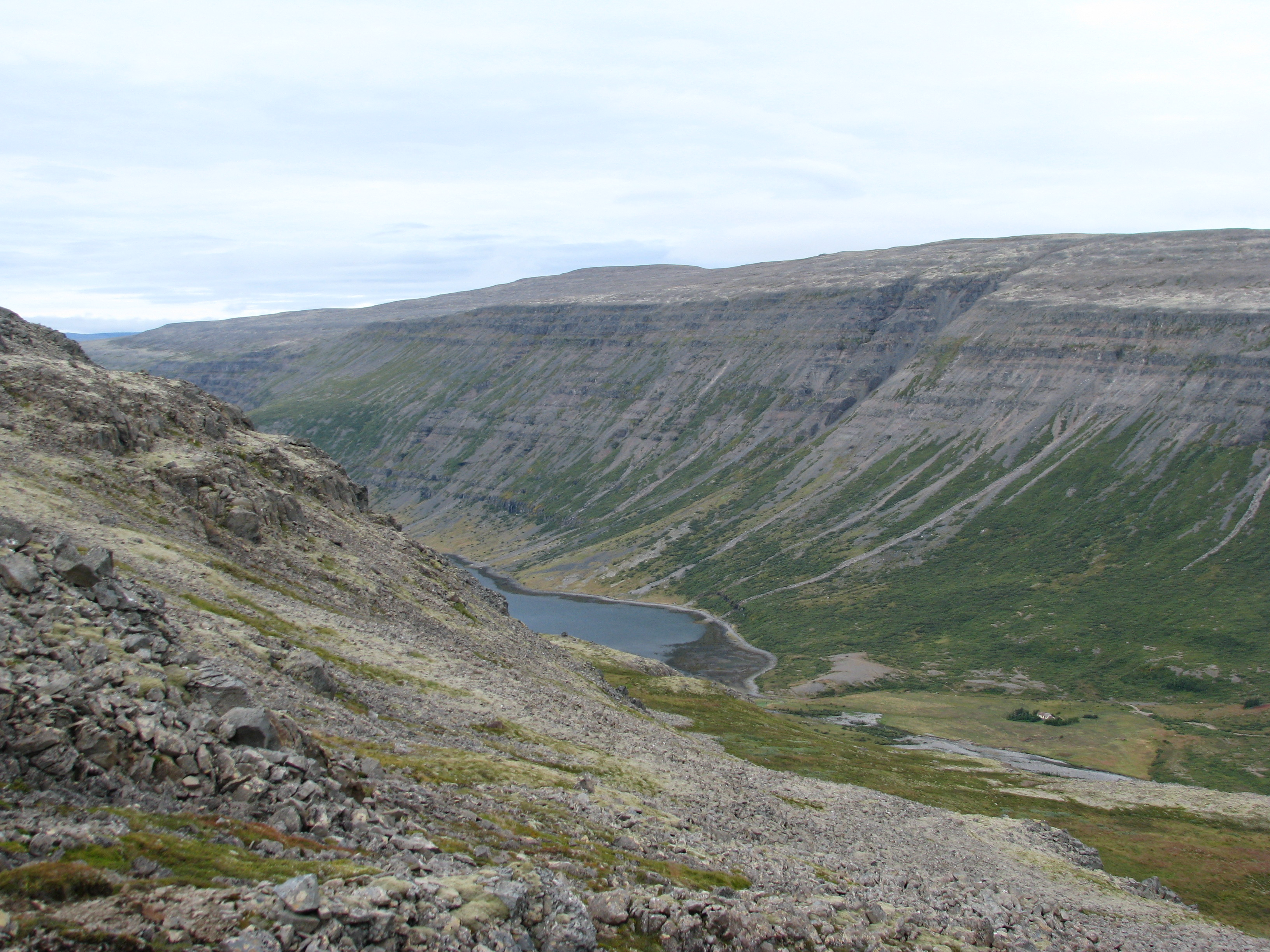
Geirþjófsfjörður, de fjord waar Aud uiteindelijk woonde.

Aud, Gísli’s vrouw, blijft hem gedurende alle jaren dat hij op de vlucht is trouw. Zelfs als zij van Eyjolf een fortuin aan zilver krijgt aangeboden, smijt zij de beurs met geld recht in zijn gezicht waardoor hij in aanwezigheid van zijn mannen aanzienlijk gezichtsverlies lijdt. Als Gísli uiteindelijk wordt ontdekt, strijdt Aud aan zijn zijde mee. De overmacht is te groot, en Gísli moet na vele aanvallers te hebben gedood of verwond het onderspit delven. Na zijn dood wordt Gísli om zijn loyaliteit, eerlijkheid, moed en kracht geroemd. In de saga staat dat zijn laatste slag van het zwaard net zoveel kracht had als zijn eerste.
Als Eyjolf bij Bork thuis verslag doet van Gísli’s dood, krijgt Thordis berouw. Ze pakt een zwaard en steekt Eyjolf ermee in zijn been. Bork grijpt in en voorkomt daarmee erger. Thordis verklaart zich van Bork gescheiden, en verlaat het huis. Deze scène wordt uitvoeriger in de Eyrbyggja saga beschreven.
Aud bekeert zich tot christen, onderneemt een pelgrimstocht naar Rome en keert nooit meer naar IJsland terug.

## Hoofdpersonen
| Persoon  | Informatie |
| -------- | --- |
| Gísli    | Hoofdpersoon van de saga die de moord op zijn zwager Vestein wreekt. Hij vermoordt daartoe zijn andere zwager Thorgrim, die hij van de moord verdenkt. Gísli wordt door toedoen van zijn eigen zus vogelvrij verklaard. |
| Aud      | Gisli’s echtgenote en zus van Vestein. Zij blijft haar echtgenoot trouw, zelfs wanneer zij met de dood bedreigd wordt.                                                                                                  |
| Thorgrim | Echtgenoot van Thordis en vermeend moordenaar van Vestein. Weigerde een bloedbroederschap met Vestein aan te gaan. Thorgrim wordt door zijn zwager Gísli vermoord.                                                      |
| Thorkel  | Gisli’s broer die op de boerderij van Thorgrim woont. Thorkel helpt Gisli maar te dele. Hij wordt door de beide zonen van Vestein uit wraak vermoord.                                                                   |
| Asgerd   | Echtgenote van Thorkel. Het bekennen van haar vroegere liefde voor Vestein is de oorzaak voor de gehele problematiek in deze saga.                                                                                      |
| Vestein  | Hij is Auds broer en derhalve Gisli’s zwager en beste vriend die in zijn slaap vermoord werd. |
| Thordis  | Gísli’s zus en Thorgrims echtgenote. Na de moord op Thorgrim trouwt zij met zijn broer Bork de Dikke, en dwingt hem Thorgrim te wreken door haar broer Gísli te doden.                                                  |
| Bork     | Thordis’ tweede echtgenoot en Thorgrims broer. Hij besluit Thorgrim te wreken door achter Gísli aan te gaan. |
| Eyjolf   | Leider van de groep die in Borks opdracht Gísli tracht op te jagen en te vermoorden. |

## Trivia
In 1981 is Gísla saga verfilmd door regisseur Ágúst Guðmundsson onder de titel "Útlaginn" (Vogelvrijverklaarde). De acteur Arnar Jónsson speelt de rol van Gísli.
Er bestaan in elk geval twee versies van deze saga; een korte en een langere versie. Van de langere versie ontbreken een paar pagina's.

## Nederlandse vertalingen
- De saga van Gisli, in Saga's van de Westfjorden en omstreken, vert. Marcel Otten, 2013. ISBN                           9789025301446
- De saga van Gisli Surszoon, vert. Tonny Buijs en Daisy L. Neijmann, 2005. ISBN                           9789080358966
- De saga van Gísli den Vogelvrijverklaarde, in Zes novellen uit het oude IJsland, vert. Jan de Vries, 1943.